# Karen Bardsley
Karen Bardsley és una portera de futbol femení internacional per Anglaterra que actualment juga al Manchester City a la Superlliga de la FA.
Amb la selecció anglesa ha jugat dos Mundials i dues Eurocopes, amb una medalla de plata a l'Eurocopa 2009 i una medalla de bronze al Mundial 2015. También ha jugat amb la Gran Bretanya, on van caure als quarts de final. Amb les categories inferiors va ser semifinalista a l'Eurocopa sub-19 2003.

## Trajectòria
| Temporades  | Lliga             | Club                       | P  | G | Actualitzat |
| ----------- | ----------------- | -------------------------- | -- | - | ----------- |
| 2002 - 2006 | D2/D3             | Cal State Fullerton Titans |    |   |             |
| 2007        | D1                | Ajax America               |    |   |             |
| 2008        | D1                | Pali Blues                 | 05 | 0 |             |
| 2009 - 2011 | D1                | Sky Blue FC                | 17 | 0 |             |
| 2011 - 2012 | D1                | Linköping FC               | 02 | 0 |             |
| 2013        | D1                | Lincoln LFC                | 12 | 0 |             |
| 2014 - act. | D1                | Manchester City            | 38 | 0 | 29/11/2016  |
|             |                   |                            |    |   |             |
| 2003        | Selecció sub-19   | Selecció sub-19            |    |   |             |
| 2005 - act. | Selecció absoluta | Selecció absoluta          | 64 | 0 | 29/11/2016  |
| 2012        | Selecció olímpica | Selecció olímpica          | 05 | 0 |             |

## Palmarès
| Títols — Seleccions nacionals            |      |      |
|                                          |      |      |
| Títols — Clubs                           |      |      |
| 1 Lliga professional (WPS)               | 2009 |      |
| 1 Lliga semiprofessional (W-League)      | 2008 |      |
| 1 Lliga                                  | 2016 |      |
| 2 Copes de la Lliga                      | 2014 | 2016 |
| Reconeixements — Premis                  |      |      |
|                                          |      |      |
| Reconeixements — Seleccions de jugadores |      |      |
|                                          |      |      |